# Yasin (stato)
Lo Stato di Yasin fu uno stato principesco del subcontinente indiano, avente per capitale la città di Yasin.

## Storia
Per quanto scarsamente popolata, l'area dello stato di Yasin era nota sin dai tempi antichi per la sua posizione strategica rilevante attraverso gli alti passi montuosi che conducevano da Yarkhun a Chitral, e dal Passo di Broghol Pass, attraverso il Corridoio del Wakhan in Afghanistan e nel Tagikistan. Yasin era inoltre tenuto in grande considerazione dagli inglesi che cercarono non appena possibile (inizio del XIX secolo) di concordare l'esistenza di un protettorato sull'area dal momento che essa si presentava come un possibile canale d'invasione della Russia zarista sull'India britannica.

## Governanti

### Raja
Yasin originariamente era governato dalla dinastia dei Khushwakhte, una linea collaterale dei sultani moghul di Delhi, che proveniva da Khorasan, in Persia. I raja di Yasin erano grandi guerrieri e combatterono contro i sikh ed i dogra del Kashmir, ma persero successivamente il loro potere.
- c.1640 - c.1700 Shah Khuswaqt bin Mohammad Beg
- c.1700 Shah Alam
- c.1720 Shah Gahangir
- c.1740 Shah `Alamgir
- c.1750 Shah `Alam
- c.1760 Shah Badshah
- c.1780 - 1804 Mulk Aman               (m. 1804)
- 1804 - 1805 Kuwat Khan
- 1805 - 1828/29 Sulayman Shah           (m. 1828/29)
- 1829 - 1830/40 Mir Aman
- 1841 - 1860 Ghauhar Aman (Gur Rahma)  (n. 1809 - m. 1860)
- 1860 - 1880 Ghulam Muhyiuddin

### Methar
Dal 1880, Yasin passò sotto la sovranità del maharaja del Kashmir, inizialmente governato dai Mehtar di Chitral, sin quando non riottenne l'indipendenza nel 1892 con un sovrano col medesimo titolo
- c.1892 - 1911 `Abd ar-Rahman Khan (1? volta)  (b. 1877 - m. 1948?)
- 1911 - 1912 Shahid al-Agham Khan           (m. 1912)
- 1912 - 1922 Sifat Khan Bahadur             (m. 1922)
- 1923 - 1948. `Abd ar-Rahman Khan (2ª volta)  (s.a.).